# 三重県道694号布生夏見線
三重県道694号布生夏見線（みえけんどう694ごう ふのうなつみせん）は、三重県名張市を通る一般県道である。

## 概要
名張市布生から名張市夏見に至る。

### 路線データ
- 起点：三重県名張市布生（字掛峡971の2番地先[1][2]：布生交差点、三重県道693号蔵持霧生線交点）
- 終点：三重県名張市夏見（字上之出2428番地先[1][2]：夏見橋北詰交差点、三重県道・奈良県道81号名張曽爾線交点、三重県道691号名張青山線起点）
- 総延長：8.07 km

## 歴史
- 1959年（昭和34年）
  - 1月25日  - 認定[3]

起点：三重県名張市布生
終点：三重県名張市夏見
  - 3月31日 - 道路区域の決定[4]
  - 5月19日 - 道路の供用開始[5]

三重県名張市布生字掛峡971の2番地先から三重県名張市中知山下ン田3の4番地先を経て三重県名張市夏見字上之出2428番地先まで（延長8.07 km）

## 路線状況

### 重複区間
- 三重県道・奈良県道81号名張曽爾線（名張市中知山 - 名張市夏見・夏見橋北詰交差点（終点））

### 道路施設

#### 橋梁
- 夏見橋（名張川、名張市）

## 地理

### 通過する自治体
- 三重県

- 名張市

### 交差する道路
| 交差する道路                                                          | 交差する場所 | 交差する場所            |
| --------------------------------------------------------------------- | ------------ | ----------------------- |
| 三重県道693号蔵持霧生線                                               | 布生         | 起点                    |
| 三重県道・奈良県道81号名張曽爾線 重複区間起点                         | 中知山       |                         |
| 三重県道・奈良県道81号名張曽爾線 重複区間終点 三重県道691号名張青山線 | 夏見         | 夏見橋北詰交差点 / 終点 |

### 沿線
- 青蓮寺ダム（青蓮寺湖）
- 近畿大学工業高等専門学校
- 名張川
- 近鉄大阪線 名張駅（終点付近）